# José Raimundo Núñez
José Raimundo Núñez-Varela y Lendoiro (Betanzos, La Coruña, 16 de julio de 1946) es un historiador e investigador español, cronista oficial de los municipios de Betanzos, Miño y Paderne.

## Biografía
Nacido en una familia de empresarios brigantinos, José Raimundo Núñez se diplomó en la Escuela de Comercio de La Coruña. Ingresó por oposición en Caixa Galicia, en 1968, si bien nunca dejó de lado su vocación historiadora.
Durante el régimen franquista colaboró activamente en favor del desarrollo cultural de su ciudad natal, tanto en su etapa como delegado de la juventud (recuperando las antiguas danzas gremiales) como posteriormente desde su cargo de concejal de cultura del consistorio brigantino. Miembro fundador del Grupo Untia, su lucha para lograr la conservación el parque enciclopédico "El Pasatiempo" y su empeño por fundar un museo en la localidad, llevaron al Ayuntamiento a nombrarlo como cronista oficial de la ciudad en 1982, cargo honorífico que recibiría el 25 de febrero de 1983, coincidiendo con la inauguración del "Museo das Mariñas", por él fundado. Posteriormente, en 1993 y en 1995 sería nombrado cronista oficial de los municipios de Miño y Paderne, respectivamente.
De su labor como cronista, destacan su lucha por la conservación del patrimonio histórico de la comarca de Betanzos y por la recuperación del Camino Inglés de Santiago. Ideólogo de la Feira Franca Medieval de Betanzos, es también patrono de la Fundación Centro Internacional de la Estampa Contemporánea y vocal de la Real Asociación Española de Cronistas Oficiales.

## Obras publicadas
Además de decenas de trabajos de investigación histórica, Núñez ha publicado los siguientes libros:
- Betanzos de los Caballeros y sus Mariñas. Editorial Everest. 1984. ISBN 84-241-4475-9.
- Historia Documentada de Betanzos de los Caballeros, siglos XV - XVI. Fundación Caixa Galicia. 1985. ISBN 84-505-1126-7.
- El Antroido en las Mariñas dos Condes. Ayuntamiento de Betanzos. 1985. ISBN 84-505-1078-3.
- Miño, apuntes históricos y guía del municipio. Fundación Caixa Galicia. 1990. ISBN 84-505-9049-3.
- La peste de 1598 en Betanzos de los Caballeros. Ayuntamiento de Betanzos. 1998.
- La ocupación de Betanzos y su tierra por los franceses en 1809. Ayuntamiento de Betanzos. 2013. ISBN 978-84-935022-3-2.
- Morfología Urbana de Betanzos de los Caballeros - Extramuros. Ayuntamiento de Betanzos. 2015. ISBN 978-84-935022-4-9.
- Morfología Urbana de Betanzos de los Caballeros - Intramuros. Autoedición. 2023. ISBN 978-84-935022-4-9.

| Predecesor: Francisco Vales Villamarín | Cronista Oficial de Betanzos 1983 - Actualidad | Sucesor: En el cargo |